# Boschi del Vignolo
I Boschi del Vignolo sono un'area naturale protetta della provincia di Pavia, in Lombardia, e sorgono in un lembo della Pianura Padana nei pressi del fiume Ticino caratterizzato da una notevole biodiversità, data dalla presenza di risorgive e fontanili.
L'area protetta nasce grazie all'istituzione del Parco Lombardo della Valle del Ticino e per l'interessamento del Comune di Garlasco che negli anni settanta acquista un primo nucleo di terreni per preservarli dai rischi dell'antropizzazione in corso. Dal 1998 in frazione Bozzola è presente un'Oasi LIPU di 24 ettari sul terrazzo del fiume Ticino. I Boschi del Vignolo sono riconosciuti anche come Important Bird Area e soggetti a vari tipi di protezione ambientale.

## Territorio e Storia

### Toponimo
L'area detta Valle del Vignolo (val dä'vgnoeu) era così chiamata per la presenza e l'importanza di vigneti relativamente estesi situati sulla scarpata e al di sopra della stessa.
Qui si coltivava un vitigno che forniva un vino che oggi sarebbe valutato di scarsa qualità, il cosiddetto Tintűrènn, molto tannico e carico di pigmenti. Proprio per la sua capacità di fornire una colorazione molto intensa, veniva utilizzato per tagliare vini rossi poco colorati, come attesta lo storico pavese Bernardo Sacco.

### Ottocento e primi del Novecento: le coltivazioni
Il catasto sabaudo del XVIII secolo mostra la presenza di estese superfici coltivate a vigneto sopra il ciglio della scarpata, mentre al di sotto della stessa erano presenti aree prative solcate da un reticolo di fossati che prendevano origine al piede del terrazzo; probabilmente si trattava di marcite. L'area era interessata anche da importanti superfici boscose, che si sviluppavano quasi senza soluzione di continuità sino alle golene del fiume Ticino.

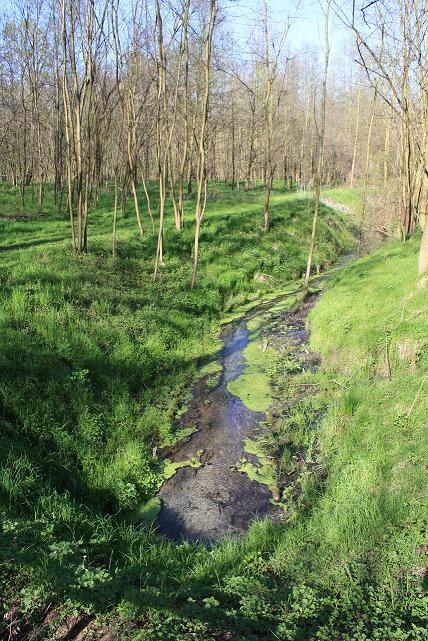
L'occhio di una risorgiva nei Boschi del Vignolo.

Nei secoli successivi, la destinazione prevalentemente agraria dell'area viene testimoniata dalla carte IGM in scala 1:25:000.

### Gli anni cinquanta: l'abbandono dell'area agricola e il ritorno di paludi e boschi
Tuttavia, già a partire dagli anni cinquanta e sessanta del secolo scorso, gran parte della superficie coltivata fu abbandonata. Probabilmente, le opere di manutenzione necessarie per il drenaggio efficace dei terreni sortumosi erano diventate costose, anche per l'aumento del costo della mano d'opera. Va aggiunto, poi, che una parte importante dell'area era di proprietà di enti assistenziali che concedevano in affitto i terreni; gli affittuari non si accollavano le spese di manutenzione straordinaria dei terreni più problematici. Inoltre, alcune vicende famigliari dei proprietari terrieri locali avevano portato all'abbandono della coltivazione in buona parte dell'area attualmente perimetrata come sito di interesse comunitario (SIC) e posta al di sotto della scarpata.
La natura paludosa dei terreni, dovuta alla risorgenza di acque superficiali dal terrazzo fra livello pleistocenico e zona bassa olocenica, e la vicinanza di banche di semi, costituite da residui lembi di vegetazione palustre e boschiva, avevano facilitato la riconquista dei terreni da parte delle specie vegetali spontanee. In particolare, nei terreni più influenzati dalla falda acquifera superficiale, si svilupparono boschi di ontano nero (Alnus glutinosa), in parte governati a ceduo.

### Gli anni sessanta: le criticità ambientali
Negli anni sessanta, infine, l'area fu interessata da due interventi molto invasivi dal punto di vista ambientale. Il Comune di Garlasco vi localizzò la discarica di rifiuti solidi urbani, in prossimità della scarpata del terrazzo posta verso la porzione occidentale e un'associazione privata realizzò un circuito da motocross, adiacente alla discarica e sempre sulla scarpata.

### Gli anni settanta: l'intervento del Comune e del Parco del Ticino e la protezione dell'area
L'approvazione della legge istitutiva del Parco Lombardo della Valle del Ticino, nel gennaio 1974, fece sorgere alcune speranze agli appassionati della natura che stavano prendendo coscienza del valore ambientale dei Boschi del Vignolo. Le misure di salvaguardia approvate nel volgere di pochi anni, tuttavia, interessavano soprattutto la fascia fluviale, ignorando gli importanti biotopi posti al piene della scarpata pleistocenica.
Fu allora che l'Amministrazione comunale di Garlasco procedette all'acquisto dei terreni di maggior interesse naturalistico che si rendevano disponibili sul mercato. A questo scopo, a cavallo fra gli anni settanta e ottanta, il Comune di Garlasco utilizzò sia i fondi della Regione Lombardia appositamente destinati all'acquisizione di terreni per l'istituzione di aree protette, stanziati in base alla Legge Regionale 4/1974, sia fondi propri derivanti dagli oneri di urbanizzazione.

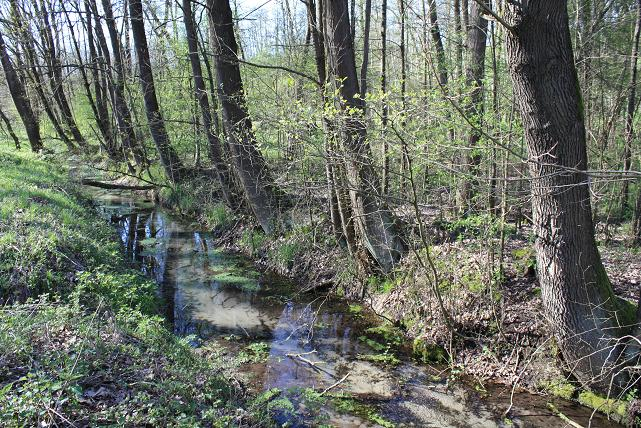
Asta del fontanile di Garlasco nei Boschi del Vignolo.

Le prime acquisizioni interessarono parte delle proprietà Polloni e ILGA. Nei decenni successivi importanti acquisizioni, in particolare relative all'eredità Bertani, furono effettuate dal Consorzio del Parco Lombardo della Valle del Ticino. Lo stesso Consorzio stipulò un contratto d'affitto trentennale con l'Ente ospedaliero proprietario di parte dei terreni situati ai piedi del terrazzo in corrispondenza della cascina Campazzo. Nel frattempo, la discarica di RSU di Garlasco e il campo da motocross venivano chiusi.

### Gli anni novanta e duemila: l'istituzione del Sito d'Importanza Comunitaria
Nel 1995 l'area di 260 ettari è stata inclusa come SIC-IT2080016 "Boschi del Vignolo" fra i siti di interesse comunitario istituiti in ottemperanza alla Direttiva Habitat, e nella zona di protezione speciale  ZPS-IT2080301 “Boschi del Ticino”, istituita ai sensi della Direttiva Uccelli. Inoltre, con deliberazione n. 7/14106 dell'8 agosto 2003 la Regione Lombardia ne ha affidato la gestione al Parco della Valle del Ticino.
A partire dal 1998, la Lega Italiana Protezione Uccelli, in seguito alla stipula di una convenzione con il Consorzio del Parco lombardo della Valle del Ticino e con il Comune di Garlasco si è occupata della manutenzione ordinaria e della gestione della attività didattiche nella zona di 24 ettari nota come "Oasi Bosco del Vignolo".
Dal 2000, 146 ettari dei Boschi del Vignolo sono riconosciuti anche come Important Bird Area e 260 ettari come sito di interesse comunitario (cod. SIC: IT2080016).

## Fauna
Qui, la presenza di un ambiente molto ben conservato favorisce molte specie di uccelli, facilmente visibili, quali il lodolaio (Falco subbuteo), il picchio rosso maggiore (Dendrocopos major), il picchio rosso minore (Dendrocopos minor), il picchio verde (Picus viridis) e il martin pescatore (Alcedo atthis).
Nella zona boschiva sono presenti specie interessanti di mammiferi. Fra questi: la martora (Martes martes), la puzzola (Mustela putorius), il tasso (Meles meles), lo scoiattolo rosso europeo (Sciurus vulgaris), il cinghiale (Sus scrofa), il capriolo (Capreolus capreolus).
Nei boschi del Vignolo è stata localizzata l'unica e ultima stazione di presenza spontanea del gambero di fiume (Austropotamobius pallipes) in pianura: per la sua importanza è stato avviato un progetto di reintroduzione e ripopolamento nell'oasi in collaborazione con il Parco del Ticino e l'Università degli Studi di Pavia.
Gli stessi soggetti sono impegnati nella reintroduzione di un rospo di pianura quasi estinto, il Pelobate fosco.

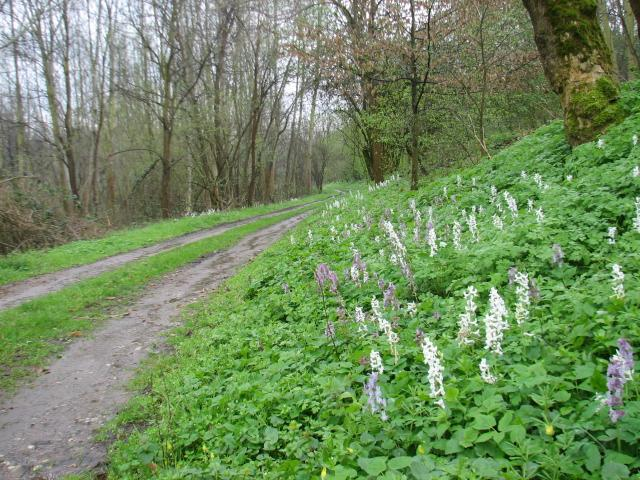
Fioritura primaverile di Corydalis cava nell'area protetta.

Tra gli Anfibi, sono inoltre da segnalare buone popolazioni riproduttive dell'endemica rana di Lataste (Rana latastei) e della rana agile (Rana dalmatina), oltre a diverse altre specie.
Si segnala che è ancora frequente la presenza della farfalla diurna Lycaena dispar, detta anche licena delle paludi, inclusa nella Lista rossa IUCN delle specie minacciate di estinzione.

## Flora
L'area conserva residui lembi di vegetazione palustre e boschiva.
Fra le specie vegetali, è rilevante la presenza di una discreta stazione di Osmunda regalis, felce di grandi dimensioni e globalmente in forte regressione. È recente la reintroduzione di Isoetes malinverniana, l'unica pianta endemica della Pianura padana occidentale,  classificata nella categoria Critically Endangered nella Red List IUCN e di Marsilea quadrifolia.

## Attività e strutture ricettive
Nell'area protetta è possibile effettuare autonomamente e senza alcuna autorizzazione visite per osservare e fotografare; tuttavia, è necessario muoversi lungo i sentieri. È inoltre possibile praticare attività didattiche organizzate dalla LIPU, la quale è dotata di un piccolo centro visite. Sono presenti pannelli didattici lungo i sentieri. Non sono disponibili bagni. La visita di disabili su carrozzine può essere difficoltosa dopo periodi piovosi e con la neve; in altri periodi è fattibile con un aiuto.